# Grad Trebnje
Grad Trebnje (nemško Treffen, Treuen Trebn) se nahaja na desnem bregu reke Temenice na vzpetini pod Bukovjem v Občini Trebnje.

## Zgodovina
Grad so po vsej verjetnosti pozidali že okoli leta 1000,  oglejski patriarhi, upravljali pa so ga njihovi fevdniki vitezi trebanjski. Prvi je leta 1218 omenjen Konrad de Treuen. Nato se med letoma 1243 in 1245 pojavljajo Bernard, Henrik in Ulrik. Trebanjski vitez Hajncel je omenjen leta 1349, leta 1358 pa v oglejski listini nastopa vitez Johannis de Treuen. Grad se v listinah prvič omenja šele leta 1386 kot »Turn ze Treuen«, kasneje pa tudi kot  »Schloss Tren«, leta 1436  pa neka listina navaja stolp in gradišče. Za Trebanjskimi vitezi so kot fevdniki oglejskih patriarhov bili do druge polovice 14. stoletja Ortenburžani, nato Celjski grofje do leta 1456. Leta 1372 je trebanjski stolp prejel v celjski fevd Viljem Svibenski, leta 1436 je kot celjski fevdnik Bernard Sakchs. Po izumrtju celjskih je prešel v last Habsburžanov oziroma deželnih knezov. Leta 1452 ga je Neža Meltzer, rojena Kozjak prodala vitezu Ludviku Kozjaškemu, leta 1488 pa metliški glavar Sigmund pl. Pyrsch, Krištof pl. Altenhau pa ga je kupil leta 1504.
Prvotni stolpasti grad so okoli leta 1530 močno utrdili zaradi turške nevarnosti in predelali v masivno renesančno štiritraktno poslopje s tremi četverokotnimi in enim okroglim stolpom.
Nato je grad prehajal iz roke v roko in se je na njem zvrstilo več lastnikov. Med lastniki je bil Janez pl. Gallenberg, Pankracij pl. Sauer s Kozjaka in Gabrijel Križanič. Leta 1652 je gospoščino grofica Barbara Kacijanar roj. Križanič prodala baronu Juriju Jankoviču, ki so mu sledili Matej Kovačič pl. Schmidhofen od leta 1685. Leta 1699 je grad in gospoščino kupil Stiški samostan, leta 1731 Franc Jakob pl. Schmidhofen, tri leta kasneje pa Jožef Mihael pl. Wallensberg. Leta 1799 je grad kupil Janez Nepomuk Baraga, oče škofa Friderika Barage. Friderik ga je leta 1812 kot petnajstletnik podedoval in ga leta 1824 odstopil sestri Amaliji oz. svaku Jožefu Gresslu. Gresslova svakinja pa ga je nato leta 1896 prodala Matiji Hočevarju, poštnemu mojstru v Velikih Laščah in ljubljanskemu trgovcu Francu Hrenu. Pred drugo svetovno vojno je bil lastnik  trebanjskega gradu  Čeh Evgen Souvaly. Danes so v stavbi socialna stanovanja.